# Чехова, Ада Михайловна
А́да Миха́йловна Че́хова (27 августа (9 сентября) 1916 , Москва — 28 января 1966, Бремен) — немецкая актриса

, дочь Ольги Чеховой. Крещена «Ольгой», её восприемницей при крещении 18 сентября в церкви Афанасия и Кирилла на Сивцевом Вражке вместе с врачом Александром Павловичем Савельевым была внучатная тётка, «вдова врача Ольга Леонардовна Чехова», знаменитая актриса Московского художественного театра, вдова А. П. Чехова.

## Биография
Родители — знаменитая немецкая актриса Ольга Чехова, урождённая Книппер, и не менее знаменитый русский актёр и театральный педагог Михаил Чехов. Внучатая племянница одновременно и великого русского писателя А. П. Чехова (по отцу), и его жены, легендарной МХАТовской актрисы О. Л. Книппер-Чеховой (по матери). После развода родителей переехала вместе с матерью в Германию. Но с конца 1920-х годов, когда её отец, Михаил Чехов, тоже приехал в Германию, тесно с ним общалась вплоть до его смерти в 1955 году. Своего младшего сына от второго брака Ада назвала Мишей в честь отца.
Ада также стала актрисой, но преимущественно театра. Окончила Государственную театральную школу Берлина.
В апреле 1935 года получила первую роль в кино — её пригласили сняться в австрийском фильме «Помпадур». 1936-м она сыграла вместе со своей матерью в картине «Фаворит императрицы». Затем также с матерью в фильмах «Глазами женщины» (1942) и «Тайны супружества» (1951). Помимо этого, в её карьере был ещё только один фильм — «Кларисса» (1941). Остальные роли были театральными.
Первый муж — врач-гинеколог Вильгельм Руст, от которого в 1940 году родилась дочь Вера, также ставшая актрисой.
Второй муж — немецкий боксёр Конни Ракс (1925—1995), который после окончания Второй мировой вернулся из плена и вышел на профессиональную арену. В 1949 году он стал чемпионом в супертяжёлом весе. В 1952 году выиграл чемпионат Европы, но вскоре был нокаутирован бельгийским боксёром, после чего решил закончить карьеру. Сыграл пару незначительных ролей в кино: «Фронтовой петух» (1955) и «Пикадилли в ноль часов двенадцать минут» (1963).
Третий муж — немецкий кинооператор Франц Ваймайр (1903—1969). В 1931 году он принимал участие в съёмке первого фильма о лесбийской любви «Девушки в униформе». Сделал успешную карьеру в годы национал-социалистического господства.
Погибла в авиакатастрофе 28 января 1966 года, когда самолет Convair CV-440 Metropolitan компании Lufthansa, на борту которого находились 42 пассажира и 4 члена экипажа, при заходе на второй круг рухнул на землю в аэропорту города Бремена. Похоронена на кладбище Грэфелфинг, недалеко от Мюнхена.
Детей Веру и Михаила воспитала бабушка, Ольга Чехова.